# Абу Заян I
Абу Заян I (араб. أبو زيان الأول; д/н —14 квітня 1308) — 3-й султан Держави Заянідів у 1303—1308 роках. Повне ім'я Абу Заян Мухаммад ібн Абу Саїд Усман ібн Ягморасан.

## Життєпис
Син султана Абу Саїд Усмана I. У 1299 році разом з батьком опинився в маринідській облозі в Тлемсені. 1303 року після смерті батька стає султаном. Продовжив захист Тлемсену, переконавши знать та інших мешканців триматися, хоча перед тим ті почали перемовини з ворогом. Облогу зняли тільки 1307 року після смерті маринідського султана Абу Якуб Юсуфа. Спадкоємець останнього — Абу Табіт Амір — мусив розпочати боротьбу за владу в Марокко.
За цим розпочав відновлення влади в колишніх кордонах. Насамперед здійснив похід до річки Шеліфф (на схід), де змусив берберів-туджинів знову підкоритися. Маким чином невдовзі Абу Хаян I знову панував у володіннях попередників. Але 1308 року він раптово помер. Трон успадкував його брат Абу Хамму I.